# جوانا كارزويل
جوانا كارزويل (بالإنجليزية: Joanna Carswell)‏ هي لاعب كرة مضرب نيوزيلندية، ولدت في 8 يوليو 1988 في ثمز ‏ في نيوزيلندا.

## وصلات خارجية
- جوانا كارزويل على موقع رابطة محترفات التنس (الإنجليزية)
- جوانا كارزويل على موقع الاتحاد الدولي لكرة المضرب (الإنجليزية)
- جوانا كارزويل على موقع كأس بيلي جين كينغ (الإنجليزية)
- جوانا كارزويل على موقع خلاصة التنس.كوم (الإنجليزية)